# 杨塔村砖塔
杨塔村砖塔，位于中华人民共和国山西省大同市阳高县狮子屯乡杨塔村，已列为山西省文物保护单位。

## 保护
2016年6月6日，杨塔村砖塔由山西省人民政府公布为第五批山西省文物保护单位，编号5-45。